# Caravaggio (filme)
Caravaggio é um filme biográfico dirigido por Derek Jarman sobre o pintor italiano Michelangelo Merisi da Caravaggio. O drama filmou-se em 1986 em armazéns abandonados ao longo do rio Tâmisa em Londres com um orçamento de 715.000 dólares do British Filme Institute. A preparação e realização do filme tomou de Jarman sete anos, mas também o atraiu a atenção internacional pela primeira vez. Logo, Jarman foi catalogado como um dos cineastas mais inovadores e importantes de sua época.
Assim como o próprio Caravaggio ocasionalmente retratou figuras bíblicas em roupas do século XVI, Jarman emprega detalhes do século XX em seu filme histórico, incluindo: um bar com luz elétrica, máquinas de escrever mecânicas, ruídos ferroviários, uma motocicleta, cigarros, um caminhão, uma calculadora de bolso eletrônica, entre outros. Estritamente na tradição de Caravaggio, Jarman dedicou o maior cuidado à luz, que repetidamente condensa os arranjos artificiais e os traz à vida. De certa forma, o Caravaggio de Jarman é tanto sobre o artista Derek Jarman quanto sobre o pintor do século XVII, ambos os quais exerceram grande influência e causaram rebuliço com seus trabalhos artísticos. Muitos contemporâneos ficaram ofendidos com o tema polêmico de suas obras, bem como com a constante transgressão das normas morais da época de sua criação.
O enredo é uma construção sofisticada de eventos confirmados por fontes confiáveis, detalhes biográficos, conjecturas, lendas e pura ficção. Jarman combina esses elementos em uma história plausível e densa na atmosfera que não reivindica a verdade histórica.

## Trama
O empobrecido pintor Caravaggio (Nigel Terry) jaz em seu leito de morte em Porto Ercole em 1610. Seus pensamentos se voltam para sua curta vida de paixão, sua infância nas ruas, o patrocínio do cardeal Francesco Maria Del Monte e seu relacionamento com Ranuccio (Sean Bean), que posou para muitos de seus retratos de mártir. Vários flashbacks são usados para ilustrar diferentes episódios da vida do pintor.
Depois de se formar como pintor, Michelangelo Merisi, nascido em 1571 em Caravaggio, província de Bérgamo, mudou-se para Roma. Ele leva seu nome artístico, Caravaggio, do local de origem de seus pais. Sem sucesso e doente, ele está em um hospital. Lá o cardeal Del Monte (Michael Gough) descobre o talento do artista que se retratou como Baco. Del Monte se encarrega do jovem pintor, que logo recebe importantes encomendas públicas. Sua atitude e representações extraordinariamente realistas, no entanto, o tornam alvo de inúmeros ataques, dos quais ele é protegido pelo rico banqueiro Giustiniani (Nigel Davenport).

Morte da Virgem, Caravaggio (1606). Museu do Louvre, Paris.

Caravaggio escolhe moradores de rua, bêbados, pobres, ladrões e prostitutas como modelos para suas obras intensas e predominantemente religiosas. O pintor conhece o jogador Ranuccio e sua amante, a prostituta Lena (Tilda Swinton) em uma pousada. Eles iniciam um ménage à trois fatal depois de Caravaggio empregar os dois como modelos. Lena conhece e se envolve com o influente cardeal Scipione Borghese (Robbie Coltrane), quando ela está sendo interpretada por Caravaggio como Maria Madalena. Isso desencadeia uma espiral de violência. Quando Lena fica grávida, não está claro quem realmente é o pai. Ela deixa seus dois amantes para ir com Borghese, argumentando que Ranuccio e Caravaggio têm um ao outro. Mais tarde, quando ela é encontrada morta, afogada no Tibre, Ranuccio é preso e acusado de assassinato, embora insista que é inocente. Caravaggio acredita em sua inocência e espalha boatos de que Borghese, sobrinho do Papa, cometeu o assassinato. Ele consegue uma audiência com o pontífice e lhe entrega uma petição. Ele é insultado por ele em relação à sua homossexualidade e ao seu modo de vida e ao intolerável caso Ranuccio Tomassoni. Eles dizem a ele, porém, que se sua representação do Papa ganhasse reconhecimento, Ranuccio seria libertado.
Caravaggio pinta obsessivamente a morta Lena, que jaz em seu escritório, e completa a pintura chamando-a de A Morte da Virgem. Assim que Ranuccio, que já foi solto, entra na sala, ele comenta que acha engraçado que eles "fizeram direito". Quando um confuso Caravaggio pergunta o que ele quer dizer, Ranuccio pergunta se ele é cego, claro que foi ele quem matou Lena; fê-lo por amor a Caravaggio, a ambos. Irado, Caravaggio corta sua garganta.
Começa uma fuga de quatro anos para o artista, sempre acompanhado do fiel servo, o mudo Jerusaleme, que comprou ainda criança para ser seu assistente e que permaneceu ao seu lado até sua morte.

## Elenco
- Nigel Terry - Caravaggio
- Dexter Fletcher - Caravaggio (jovem)
- Noam Almaz - Caravaggio (criança)
- Sean Bean - Ranuccio
- Tilda Swinton - Lena
- Robbie Coltrane - Scipione Borghese
- Michael Gough - Cardeal Francesco Maria Del Monte
- Spencer Leigh - Jerusalem
- Emile Nicolaou - Jerusalem (jovem)
- Jonathan Hyde - Giovanni Baglione
- Dawn Archibald - Pipo
- Jack Birkett - Papa
- Sadie Corre - Princesa Colonna
- A Brandon-Jones - Mulher chorando
- Imogen Claire - Mulher com joias
- Garry Cooper - Davide
- Lol Coxhill - Velho Sacerdote
- Nigel Davenport - Giustiniani
- Vernon Dobtcheff - Amante da arte
- Terry Downes - Guarda-costas
- Gene October - Modelo descascando uma fruta
- Cindy Oswin - Lady Elizabeth
- John Rogan - Oficial do Vaticano
- Zohra Sehgal - Avó de Jerusalem
- Lucien Taylor - Menino com guitarra
- Simon Fisher Turner - Fra Filippo

## Produção
A ideia original do filme partiu de Nicholas Ward Jackson, que também o produziu.
O desenhista de produção foi Christopher Hobbs, que também foi o responsável pelas cópias das pinturas de Caravaggio vistas no filme.
Comentando sobre o filme, Jarman disse: “Nenhum dos meus projetos cinematográficos jamais causou tantos problemas quanto este da vida de Caravaggio (...) A luta era que eu queria fazer um filme sobre um pintor sério em uma cultura cinematográfica que não tinha meios para lidar adequadamente com esse assunto. (...) Normalmente, a primeira coisa que importa é uma vida vivida com muito sucesso, e é anunciado que se pode ver o gênio em ação. Larguei isso e fiz um filme bem simples sobre um assassinato e um triângulo amoroso".

## Prêmios
Como diretor e roteirista, Derek Jarman ganhou o Prêmio CIDALC e o Urso de Prata na Berlinale de 1986, bem como o Prêmio Especial do Júri no Festival Internacional de Cinema de Istambul de 1987.

## Recepção
Paul Attanasio, crítico de cinema do The Washington Post, escreveu que Caravaggio "é menos um filme do que um ato de vandalismo, narrando a vida do influente pintor renascentista através das lentes da obsessão sexual imaginária e uma variedade de efeitos modernistas. (...) Sua falta de jeito faz "Caravaggio" parecer menos um tributo do que uma tentativa de assassinato bizarra e estranhamente irritante".
Rouven Linnarz, do site alemão Filmrezensionen, opina que Caravaggio "é uma mistura de drama e retrato artístico, com o diretor Derek Jarman seguindo seu próprio caminho. Com uma abordagem muito focada e graças aos seus grandes atores, é um filme fascinante sobre um artista que viveu intensamente e cheio de paixão, mas que esteve sempre à beira de definhar". Linnarz também destacou o trabalho do diretor de fotografia Gabriel Beristan, observando que "Caravaggio é, portanto, diferente do drama de época que se esperaria de tal premissa, mas também muito mais intenso, como as cores das pinturas do famoso pintor".

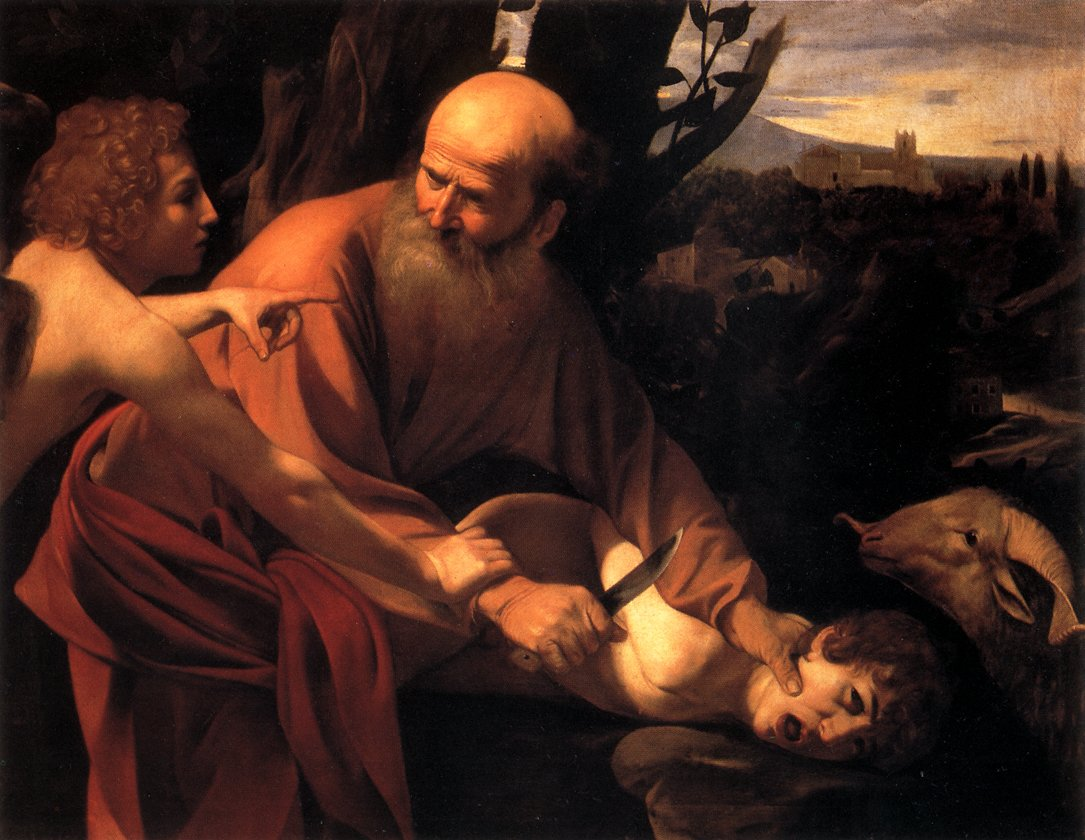
O Sacrifício de Isaque de Caravaggio, óleo sobre tela, Galeria Uffizi, Florença, Itália

Luis Fernando Galván aponta que "Jarman contextualiza um artista histórico para mostrar os preconceitos que obrigam a comunidade homossexual a viver no escuro em espaços claustrofóbicos para esconder suas preferências e sentimentos (...) O realizador centra-se em “A Paixão” de Caravaggio, que do seu leito de morte e delírio de febre recorda a sua vida, os seus amores e as suas obsessões, que ecoam as preocupações pessoais do realizador britânico: as interligações entre sexualidade, política, comércio e arte. Todos eles constituem uma primeira, talvez inédita, reflexão de um artista gay sobre as possibilidades e limitações que sua geração enfrentou".
Christina Scherer e Guntram Vogt destacam um motivo recorrente na trama: "a faca com o lema gravado: 'Nec spe nec metu' — Não espere, não tema — que o jovem pintor adquiriu como pagamento. Jerusaleme brinca com essa faca na sequência inicial, Caravaggio luta com essa faca nos bares, com essa faca ele mata Ranuccio. No final de sua vida, ele coloca esta faca contra a cruz cristã em um suspiro desesperado. A faca é o símbolo da rigidez, da coragem, do amor apaixonado e obsessivo, mas também da dureza e violência da morte".
Wolfgang Limmer, crítico de cinema da Der Spiegel, não considera o filme um sucesso: "De vez em quando você pode ouvir o apito de uma locomotiva a vapor ao longe. Num bar fizeram um chapéu de papel da Unita. Um clérigo puxa uma calculadora de ouro, um inimigo do pintor digita um discurso em uma velha máquina de escrever como Marat enquanto está sentado na banheira e, finalmente, Caravaggio conserta uma motocicleta enferrujada. Jarman deve ter pensado em algo [com ele], provavelmente algo universal. Eu não senti nada".

## Legado
No mesmo ano da estreia de Caravaggio, Jarman soube de sua infecção pelo HIV. Ele reagiu ao Artigo 28 do governo de Margaret Thatcher em 1988 (proibição da promoção da homossexualidade em contextos públicos) com um maior tratamento do tema em seus filmes.
Enquanto Jarman continuou a trabalhar à margem da indústria cinematográfica britânica até sua morte aos 52 anos em 1994, esta produção de baixo orçamento lançou as carreiras cinematográficas de Swinton, Bean, a figurinista Sandy Powell e o diretor de fotografia Gabriel Beristain, que se tornaram regulares de Hollywood.